# Sargon II
Sargon II (in accadico Šarru-ukīn  𒈗𒄀𒈾 LUGAL-GI.NA) (fl. VIII secolo a.C.) è stato un re degli Assiri. Regnò dal 721 al 705 a.C.
Succedette a Salmanassar V nel 721 a.C.. Non è chiaro se egli fosse figlio di Tiglat-Pileser III o se fosse un usurpatore privo di legame parentale con la famiglia reale o ancora membro di un ramo secondario. Nelle sue iscrizioni raramente faceva riferimento ai suoi predecessori. Assunse il nome "Sargon" (comunemente reso come Šarru-kīn, ovvero 'il re è legittimo', sebbene gli studiosi propendano per una resa diversa, Šarru-ukīn, ovvero "egli (il dio) ha reso il re stabile") come centinaia di anni prima il sovrano Sargon di Accad). La forma del nome più comunemente usata, Sargon, è di derivazione biblica.

## Regno
A causa delle molte difficoltà incontrate durante il primo periodo del suo regno, forse in relazione al fatto che fosse un usurpatore, esentò tutti i templi e gli abitanti delle città di Assur e Harran dal pagamento delle tasse. Mentre Sargon cercava così di trovare appoggio dall'Assiria, il principe caldeo Marduk-apla-iddina conquistò Babilonia con l'aiuto del nuovo sovrano elamico Ummanigash e venne incoronato re nel 721 a.C.
Nel 720 a.C. Sargon mosse contro l'Elam ma il suo esercito venne sconfitto a Der. Un anno dopo, Sargon sconfisse una coalizione siriana a Qarqar che gli permise di ottenere il controllo di Arpad, Simirra e Damasco. In seguito conquistò Gaza e distrusse Rafia sconfiggendo un esercito egizio. Sulla via del ritorno fece ricostruire la città di Samaria e la elesse capitale della provincia di Samerina, popolandola di originari dell'Arabia.
Nel 717 a.C. conquistò parte dei monti Zagros e la città ittita di Carchemish sul corso superiore dell'Eufrate. Nel 716 a.C. organizzò una spedizione contro il regno dei Mannei dove regnava Aza, figlio di Iranzu, che era stato deposto da Ullusunu con l'aiuto degli urartiani. Dopo aver conquistato la capitale del regno Izirtu, insediò degli avamposti a Parsuash (l'originaria regione natìa dei Persiani, nei pressi del lago Urmia) e a Kar-Nergal.
L'ottava campagna di Sargon contro il regno di Urartu nel 714 a.C. è ben nota grazie ad una lettera di Sargon al dio Assur (trovata nella città di Assur ed ora al Louvre), e dai bassorilievi trovati nel palazzo reale di Dur-Sharrukin. La campagna venne probabilmente organizzata approfittando dell'indebolimento del regno urarteo a causa delle scorribande dei Cimmeri, una popolazione nomade proveniente dalle steppe; l'esercito urartiano venne sconfitto ed il loro generale, Qaqqadanu, fatto prigioniero.
I Cimmeri vengono citati spesso nelle lettere scritte dal principe ereditario Sennacherib che supervisionava le spie di suo padre; le lettere non sono suscettibili di datazione, ma dovrebbero con tutta probabilità risalire al 713 a.C. Esse ci raccontano di come Sargon abbia attraversato con il suo esercito i fiumi Grande Zab e Piccolo Zab ed abbia attraversato le montagne di Kullar diretto verso il lago Urmia. Le iscrizioni descrivono l'asperità del percorso, a tal punto che i carri dovettero essere smontati e trasportati dai guerrieri, mentre l'ultima di queste lettere racconta come la spedizione dovette farsi strada all'interno di una foresta impenetrabile.
Dopo aver raggiunto il lago Urmia, Sargon II ed il suo esercito si diressero verso est ed entrarono a Zikirtu ed Andia sul fianco del Caucaso rivolto verso il Mar Caspio. Quando al re giunse voce che l'esercito di Rusas I di Urartu era in avvicinamento, Sargon tornò indietro sul lago Urmia con una marcia a tappe forzate e sconfisse l'esercito nemico nella valle di Uaush. La battaglia viene descritta come un'autentica carneficina, e lo stesso re Rusas I dovette fuggire a cavallo di una puledra.
Sargon saccheggiò allora le fertili pianure sulle sponde sud e ovest del lago Urmia, devastandone i ricchi frutteti e bruciando i raccolti. Nella residenza reale di Ulhu, le cantine piene di pregiato vino vennero completamente depredate, poi l'esercito assiro si rivolse verso Sangibuti e marciò a nord del lago di Van senza incontrare resistenza, poiché la popolazione locale si era rifugiata sulle montagne. Sargon nelle sue iscrizioni si vanta di avere distrutto 430 villaggi.
Dopo aver raggiunto il lago di Van, Sargon lasciò il regno di Urartu e incontrò una delegazione del popolo Nairi che gli offrì il suo tributo. Mentre gran parte dell'esercito fece ritorno in Assiria, Sargon guidò il resto nel saccheggio del tempio urartiano del dio Haldi e della sua sposa Bagbartu a Musasir, ora Ardini. Secondo le cronache di Sargon il bottino fu davvero impressionante, più di una tonnellata d'oro e cinque tonnellate d'argento caddero nelle mani di Sargon II. 
Un bassorilievo ritrovato nel palazzo di Dur-Sharrukin raffigura scene del saccheggio di Musasir, ma esso è andato perso nelle acque del fiume Tigri nel 1846 durante il suo trasporto organizzato da Paul-Émile Botta per inviare i suoi ritrovamenti a Parigi.
Nel 713 a.C. Sargon fece ritorno in patria con il resto del suo esercito, e durante il tragitto saccheggiarono Karalla, Tabal e la Cilicia. Nel 711 a.C. venne sedata una sollevazione ad Ashdod sobillata dal regno di Giuda, dal regno di Mohab e dall'Egitto, e Asdod divenne una provincia assira.
Nel 710 a.C. sentendosi ormai abbastanza forte, Sargon II decise di sferrare un attacco finale al suo nemico di sempre, organizzando due armate, una diretta verso Elam, l'altra guidata da lui stesso contro Babilonia.
La città venne messa sotto assedio ed il suo sovrano usurpatore fu costretto alla fuga, ma venne catturato nelle paludi dello Shaṭṭ al-ʿArab. Dopo la conquista di Babilonia, i suoi territori meridionali, abitati da tribù nomadi aramaiche, divennero la nuova provincia assira di Gambulu. Sargon si fece incoronare re di Babilonia nello stesso anno, restaurando la doppia corona d'Assiria e Babilonia. Suo figlio Sennacherib si unì in matrimonio con una nobildonna di origini aramaiche, e restò nella regione con il compito di sedare le rivolte delle tribù caldee ed aramaiche del sud e per eliminare la minaccia dei nomadi Suti.
Nel 710 a.C. il regno assiro era all'apice della sua potenza, persino Cipro riconobbe la sovranità assira, mentre nel 709 a.C., Mida re di Frigia si sottomise alla corona assira minacciato dalle tribù cimmeriche, nel 708 a.C. fu la volta di Commagene che divenne una provincia assira.
Dopo aver preferito come capitale del suo impero Ninive rispetto alla tradizionale sede di Ashur, Sargon II ordinò la costruzione del suo palazzo reale di Dur-Sharrukin, a 20 km a nord di Ninive, nel 713 a.C. Nel 706, sebbene il palazzo non fosse stato ancora terminato, la corte si trasferì nella nuova sede del regno.
Nel 705 a.C. Sargon venne ucciso mentre guidava una campagna contro i Cimmeri, che avrebbero in seguito distrutto il regno di Urartu e invaso la Frigia prima di spostarsi a ovest. Nel 704 a.C. il principe Sennacherib ereditò il trono di suo padre Sargon II.